# Georg Karl Franz Tuengel

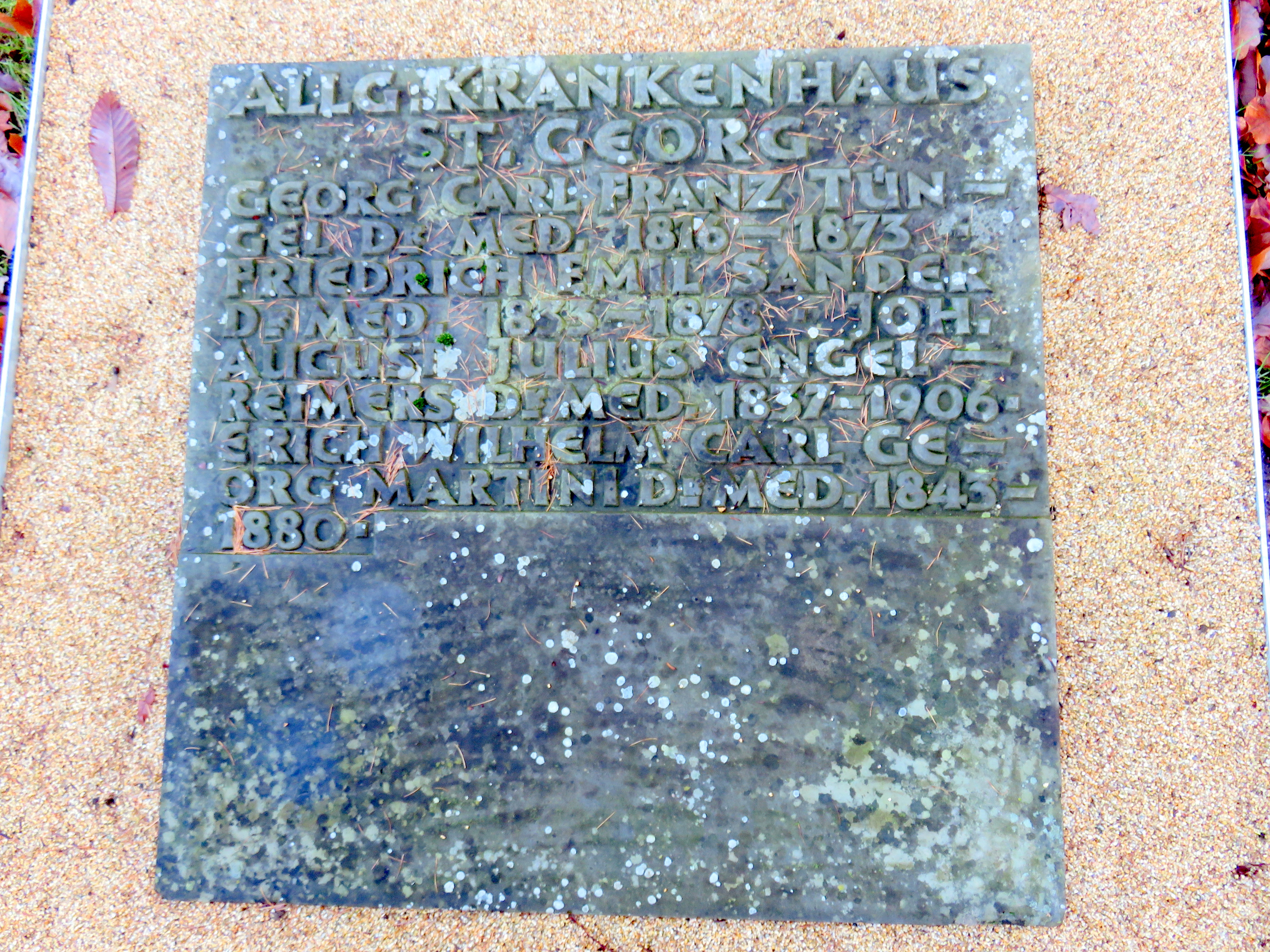
Georg Carl Franz Tüngel, Friedhof Ohlsdorf

Georg Karl Franz Tuengel (auch: Tüngel) (* 19. Februar 1816 in Hamburg; † 19. Mai 1873 ebenda) war Chefarzt am Allgemeinen Krankenhaus St. Georg in Hamburg.
Karl Tuengel absolvierte sein Studium in Hamburg und Göttingen. Seine Doktorarbeit hatte den Titel „De carcinomate venarum“. Nach seinem Studium ließ er sich in Hamburg nieder und wurde 1857 Nachfolger von Gustav Bülau (1799–1857) als Chefarzt. Die Stelle hatte er bis zu seinem Ruhestand 1870 (1869?) inne. Sein Nachfolger wurde der Arzt Gotthard Bülau (1835–1900), Sohn des Vorgängers von Tuengel.
In Hamburg wird auf dem Ohlsdorfer Friedhof auf der Sammelgrabmalplatte Allg. Krankenhaus St. Georg des Althamburgischen Gedächtnisfriedhofs unter anderen an Georg Karl Franz Tuengel erinnert.

## Werke
- „Ueber künstliche Afterbildung“ (Kiel 1853)
- „Klinische Mittheilungen von der med. Abtheilung des Allgemeinen Krankenhauses zu Hamburg aus dem Jahre 1858“ (Hamburg 1860)